# IC 1738
IC 1738 ist eine Balken-Spiralgalaxie vom Hubble-Typ SBb im Sternbild Walfisch südlich der Ekliptik. Sie ist schätzungsweise 579 Millionen Lichtjahre von der Milchstraße entfernt und hat einen Durchmesser von etwa 155.000 Lichtjahren. Gemeinsam mit NGC 701, NGC 681 und PGC 6667 bildet sie die PGC 6667-Gruppe.
Im selben Himmelsareal befinden sich u. a. die Galaxien NGC 681 und NGC 701.
Das Objekt wurde am 8. Dezember 1895 vom US-amerikanischen Astronomen Lewis Swift entdeckt.